# Sharp MZ80K
O MZ80K foi o segundo modelo da série de microcomputadores MZ da Sharp e o primeiro a incorporar o conceito all-in-one, reunindo numa única peça monitor de vídeo de 10", UCP, teclado e gravador cassete. Teve dois sucessores diretos, lançados apenas no Japão: o MZ-80K2 (32 KiB de RAM e um teclado convencional) e o MZ-80K2e (edição de aniversário, comemorando 100 mil unidades vendidas).
Uma característica curiosa do micro é que, diferentemente de outras máquinas da época, não havia linguagem residente em ROM: o Sharp Basic tinha de ser carregado através de fita cassete ou disquete. O micro também apresentava um relógio de tempo real, outra característica incomum em computadores domésticos.

## História
O MZ80K foi lançado no Japão em 1978 sob a forma de kit, sob a denominação MZ-80C. Em agosto de 1979, já era vendido na Alemanha, montado, e da mesma forma foi apresentado no Reino Unido em outubro de 1979, na Birmingham International Business Show ao preço inicial de £ 600. O MZ80K fez um grande sucesso no mercado europeu, tendo sido comparado ao Apple II, Commodore PET e TRS-80, como um dos melhores micros do início da década de 1980.
Todavia, o MZ80K tinha alguns problemas que limitavam seu uso como sistema de uso comercial, principalmente o modo texto, com apenas 40 colunas, os drives de baixa capacidade e o estranho teclado, com teclas transparentes quadradas.

## Características
| UCP           | Zilog Z80 em 2,00 MHz |
| RAM           | 20 KiB (MZ80K) / 32 KiB (MZ80K2 e K2e)—48 KiB (máxima) |
| VRAM          | 1 KiB |
| ROM           | 4 KiB |
| Teclado       | mecânico, 78 teclas, teclado numérico reduzido |
| Display       | monitor monocromático de 10" embutido; texto (40×25 linhas) e semi-gráfico (80×50 pixels). Posteriormente, foi inventada uma "pseudo-alta-resolução" de 320×192 pixels, obtida com a redefinição do conjunto de caracteres. |
| Som           | alto-falante interno |
| Portas        | porta de expansão genérica |
| Armazenamento | gravador cassete embutido a 1200 bps; até dois drives de 5" 1/4 opcionais. |